# Chat-Shire
Chat-Shire è un EP della cantante sudcoreana IU, pubblicato nel 2015 dall'etichetta discografica LOEN Tree.

## Descrizione
Il disco uscì digitalmente il 23 ottobre 2015 e quattro giorni dopo in formato fisico. Prodotto da IU, che è anche accreditata come scrittrice del testo di tutti i brani, contiene sette tracce, più due bonus per l'edizione fisica, cioè Heart e Twenty Three, dal drama del 2015 Producer, nel quale la cantante interpreta uno dei personaggi principali, Cindy. Heart uscì in precedenza come singolo digitale il 18 maggio, arrivando in vetta alle classifiche appena dopo la pubblicazione e diventando il decimo singolo digitale più venduto in Corea del Sud nel 2015.
Il brano di traino Twenty-Three (스물셋) si piazzò al primo posto delle classifiche appena dopo l'uscita, e diversi altri brani entrarono nella top 10, mentre l'album toccò la quarta posizione nella Billboard World Albums Chart.
Nonostante le recensioni critiche positive e il successo nelle classifiche musicali, l'EP fu controverso a causa del testo del brano Zezé e dei campionamenti audio usati nella traccia bonus Twenty Three. Il 4 novembre, l'editore coreano del romanzo Il mio albero di arance dolci di José Mauro de Vasconcelos, dal quale la cantante aveva preso ispirazione per Zezé, suscitò un dibattito nel mondo dello spettacolo sulla libertà di interpretazione quando rivolse delle critiche ad IU sostenendo che avesse reso il protagonista di cinque anni un "oggetto sessuale"; la cantante espresse le proprie scuse per l'ambiguità delle parole da lei scritte, e pochi giorni dopo anche l'editore ritirò le proprie affermazioni, scusandosi per non essere stato in grado di riconoscere "la diversità di interpretazione" che il comportamento del personaggio poteva causare. Per la traccia bonus Twenty Three, invece, dei campionamenti vocali del brano Gimme More di Britney Spears furono utilizzati presumibilmente senza permesso. Il 13 dicembre, la disegnatrice americana Jessica H. Lee sostenne che i suoi lavori erano stati usati senza permesso per la copertina.
Billboard pose Chat-Shire sesto nella lista dei migliori album k-pop del 2015, spiegando che "IU sa come prendere i sound di ieri e aggiornarli a risultati sorprendenti".

## Tracce
Testi di IU.
1. Shoes (새 신발; Sae sinbal) – 3:35 (musica: Lee Jong-hoon)
2. Zezé – 3:11 (musica: Lee Jong-hoon, Lee Chae-kyu)
3. Twenty-Three (스물셋; Seumulset) – 3:14 (musica: Lee Jong-hoon, Lee Chae-kyu, IU)
4. The Shower (푸르던, Pureudeon) – 4:07 (musica: IU)
5. Red Queen (feat. Zion.T) – 3:33 (musica: Lee Jong-hoon, Lee Chae-kyu)
6. Knee (무릎; Mureup) – 4:43 (musica: IU)
7. Glasses (안경; An-gyeong) – 3:17 (musica: IU)

Tracce extra dell'edizione fisica
1. Heart (마음; Ma-eum) – 2:47 (musica: IU, Kim Je-hwi)
2. Twenty Three – 3:29 (musica: PJ, Lee Jong-hoon)

## Classifiche

### Album
| Classifica (2015) | Posizione massima |
| ----------------- | ----------------- |
| Corea del Sud     | 2                 |

### Singoli
Twenty-Three
| Classifica (2015)           | Posizione massima |
| --------------------------- | ----------------- |
| Corea del Sud (settimanale) | 1                 |
| Corea del Sud (mensile)     | 4                 |
| Corea del Sud (fine anno)   | 60                |

### Altri brani
| Titolo       | Posizione massima |
| Titolo       | KOR Gaon          |
| ------------ | ----------------- |
| "The Shower" | 2                 |
| "Shoes"      | 5                 |
| "Knees"      | 5                 |
| "Zezé"       | 8                 |
| "Red Queen"  | 10                |
| "Glasses"    | 13                |